# Avhoppare
En avhoppare är någon som har lämnat en viss organisation, sekt, företag eller dylikt. Dessa personer kan i vissa fall agera "visselblåsare" genom att avslöja hemlig information om organisationen, sekten, etc, i andra fall som spion som överlämnar hemlig information till en annan part.

## Politiska avhoppare
En politisk avhoppare är en person som överger sin lojalitet till en stat eller politisk hemvist till förmån till en annan. Uttrycket används ibland synonymt med förräderi. Detta är ofta i strid mot landets lagar i motsats till migration med byte av medborgarskap som normalt inte bryter mot några lagar.
Begreppet användes särskilt flitigt under kalla kriget där de personer som lämnade Sovjetunionen och östblocket till förmån för västblocket kallades avhoppare. Flera internationellt berömda kulturarbetare valde avhoppet när den politiska situationen inom deras länder försämrades - till exempel de sovjetiska musikerna Mstislav Rostropovitj, Galina Visjnevskaja och Viktoria Mullova samt den polske tonsättaren Andrzej Panufnik. I vissa fall har även västmedborgare hoppat av till östblocket, där den mest kända torde vara Kim Philby, en brittisk spion. Det politiska avhoppet var vid den tiden, bortsett från legal emigration vid familjers återförening, det enda sättet att permanent lämna östländerna. Det förekom även fall av utvisning då personer fråntogs sitt medborgarskap - några mer kända fall var emigration av judar vid utrensningar i Polen 1968 och vissa internationellt berömda dissidenter som Aleksandr Solzjenitsyn.
Politiska avhoppare kunde direkt påverka historien och var viktiga underrättelsekällor. Så till exempel Genrich Ljusjakov som var sovjetisk kommissarie för statssäkerhet i Fjärran östern fruktade för sitt liv under Stalins stora utrensningar och i juni 1938 flydde över gränsen till Manchuriet och avslöjade militära hemligheter om de sovjetiska styrkorna i området, och deras allmänna försvagning genom Stalins utrensningar bland officerare, vilket fick Japan att anfalla. Om inte Sovjetunionen hade en egen GRU-spion med nära kontakter i tyska ambassaden (som var inblandad i förhör av Ljusjakov) hade denna invasion kommit som en överraskning. Richard Sorge, spionen, kunde dock redovisa för de japanska planerna och Zjukov hann förstärka sin armé och Japan förlorade slaget om Chalchin-Gol.
Ett annat sammanhang där begreppet har använts är av massmedia i USA om immigranter från Kuba.
Politiskt avhopp benämns även en individs lämnande av ett politiskt parti till förmån för ett annat.
Två på sin tid, åtminstone i svensk media, mycket omskrivna avhoppare var paret Leila Miller och Valdo Randpere, båda hemmahörande i Estland i dåvarande Sovjetunionen. Leila var en av Estlands mest populära sångerskor, och Valdo var lokal politiker. De hoppade av till Sverige sommaren 1984, efter att av de sovjetiska myndigheterna beviljats få följa med på en turistresa till Helsingfors. Kvar hemma i Tallinn fanns deras 1-åriga dotter Kaisa, som de inte tilläts ta med på resan, utan som under tiden hölls som ett slags gisslan/garanti och som togs om hand av morföräldrarna. Vid tidpunkten för avhoppet var Leila c:a 23-24 år, Valdo några år äldre.
I Helsingfors flydde de genom att ta färjan över till Sverige. Detta blev mycket omskrivet i media. Ganska snart efter avhoppet började de sin kamp för att få dottern utlämnad och återförenad med föräldrarna på svensk mark. Men de sovjetiska myndigheterna vägrade gå med på detta (givetvis av prestigeskäl). Istället kontrade de, genom att utmåla Leila som en dålig kvinna och mor. Även morföräldrarna drabbades av olika slags repressalier från sovjetmyndigheternas sida.
Parallellt med kampen att få Kaisa (dottern) utlämnad och återförenad med föräldrarna, återupptog Leila - ganska snart efter avhoppet - sin artistkarriär,  tillsammans med maken Valdo, nu på svensk mark. De gjorde några st. skivor (dåtidens vinyl-). Flera av låtarna handlade (underförstått) om detta med Kaisa, deras längtan efter att få vara en hel familj etcetera. En låt hette t.ex. "Sleep my child". En annan, mycket politiskt laddad låt, med tydliga skildringar av vilken totalitär stat Sovjetunionen var, hade titeln "Look at east".
Efter c:a två år (sommaren 1986) började de demonstrera utanför Sovjetunionens (nu Rysslands) ambassad på Kungsholmen i Stockholm. Varje dag stod de där, med ett plakat, där antalet dagar som förflutit sedan de sista gången var tillsammans med sin dotter stod angivet. Givetvis växte detta (siffer-)tal i takt med varje ytterligare dag som förflöt utan dottern hos sig.
Detta blev också en följetong i Expressen, som varje dag skrev om det. Det var under denna tid tidningens förstasida (internet fanns inte på den här tiden).
Till slut, sent under hösten samma år (-86) gav dock de sovjetiska myndigheterna med sig, och lät Kaisa (vid det här laget tre år fyllda) få lämna Sovjetunionen och återförenas med föräldrarna i Stockholm.
Men efter blott något år separerade makarna, och gick skilda vägar. Tiden som gått utan dottern, all deras kamp för att få henne utlämnad hade helt enkelt tärt för mycket på deras inbördes förhållande (även om det givetvis kan ha funnits andra faktorer med i bilden också, samt det faktum att förhållandet kanske ändå till slut kraschat, vilket säkert inte varit otänkbart med tanke på antalet skilsmässor av olika orsaker i största allmänhet).
Ganska kort efter Sovjetunionens sammanbrott (1991) och Estland på nytt blivit en självständig nation, flyttade Leila tillbaka dit, och efter ytterligare ett antal år gjorde Valdo detsamma. Hur deras liv ser ut idag är inte känt.

## Avhoppare från kriminella gäng
Polis, Kriminalvård, Socialtjänst och frivilligorganisationerna samverkar för att hjälpa kriminella personer som vill lämna kriminella gäng. Dessa före detta gängmedlemmar kallas "avhoppare". De kan komma att behöva hjälp med skyddad identitet, polisskydd, ny bostadsort, nytt arbete och framför allt ett stort stöd för att klara av livsstilsförändringen. Idag har myndigheterna avhopparverksamhet i Stockholm, Göteborg och Malmö.
Polisen har personsäkerhetsgrupper i hela landet. Personsäkerhetsgrupperna arbetar med att skydda hotade personer- bland annat avhoppare.
I Stockholm har polisen ett avhopparnummer som avhoppare kan ringa till dygnet runt.
Frivilligorganisationerna har längre erfarenhet av att jobba med avhoppare än myndigheterna. Exempel på frivilligorganisationer är Kris, Xcons och Passus.
10 mars 2010 utkom en offentlig utredning från Justitiedepartementet som förtydligade myndigheternas ansvar när det gäller avhoppare. SOU 2010:15.-"För att ytterligare motverka kriminella grupperingar måste rekryteringen till dessa nätverk förhindras. Vidare måste personer som vill lämna grupperingarna få hjälp och stöd med att bryta sin kriminella livsstil." står det i utredningen.

## Avhoppare från sekter
När det specifikt gäller sekter finns det, enligt Margaret Singer, tre huvudsakliga anledningar att en person hoppar av en sekt:
1. Personen blir desillusionerad, tröttnar eller blir utbränd av sitt medlemskap, eller inser att sekten inte var vad de trott, och beslutar därför att lämna gruppen. Hon kallar denna typ av avhoppare för "walkaways".
2. Personer blir av olika anledningar uteslutna ur sekten. Dessa kallar hon "castaways".
3. Icke-medlemmar, vanligen vänner eller familjemedlemmar, träffar sektmedlemmen och delar med sig av sådan information om sekten som inte är tillgänglig för medlemmar, varpå medlemmen fattar beslutet att lämna gruppen.